# Esanbe Hanakita Kojima
Esanbe Hanakita Kojima (japanisch エサンベ鼻北小島 ‚kleine Insel nördlich der Esanbe-Landzunge‘) war eine zu Japan gehörende Insel, die sich 500 Meter vor Sarufutsu auf der nördlichen Hauptinsel Hokkaido im Ochotskischen Meer befand.
Ihren Namen hatte die Insel 2014 zusammen mit 157 weiteren unbewohnten Inseln, im Zuge der Untermauerung territorialer Ansprüche, erhalten. Bei einer Vermessung im Jahr 1987 ragte ihr höchster Punkt 1,4 Meter über den Meeresspiegel. Die Fläche der Insel wurde nie bestimmt. Auf der amtlichen Karte des japanischen Landesvermessungsamtes (Kokudo Chiriin) ist sie jedoch mit einer Größe von 25 × 20 m eingezeichnet.
2018 wurde festgestellt, dass die Insel nicht mehr vorhanden ist. Der Grund dafür ist noch unklar. Vermutet wird Erosion durch Wellen und Treibeis.